# 红花合头菊
红花合头菊（学名：Syncalathium roseum）为菊科合头菊属的植物。分布于西藏以及中国大陆的西藏等地，生长于海拔3,100米的地区，多生长于江边沙滩上，目前尚未由人工引种栽培。